# Apis mellifera carnica
La abeja carniola (Apis mellifera carnica) es una subespecie de abeja doméstica de Europa Occidental. Originaria de Eslovenia, tiene un área de distribución geográfica natural que abarca Austria, parte de Hungría, Rumania, Croacia, Bosnia y Herzegovina, y Serbia. Fue introducida por el hombre en otros países o continentes, como Canadá, Estados Unidos y Sudamérica.

## Origen
Esta subespecie de Apis mellifera es natural y está adaptada a la región eslovena de Carniola, actual Kranjska, Eslovenia, parte sur de los Alpes austriacos y norte de los Balcanes. 
En la actualidad esta subespecie es muy popular entre los apicultores y compite con la abeja italiana Apis mellifera ligustica. La característica principal de esta abeja es que es mansa. La subespecie se halla bien adaptada a la disponibilidad de néctar, logrando un rápido crecimiento poblacional en primavera, achicando también rápidamente la producción de cría cuando el alimento comienza a escasear. Se las considera resistentes a enfermedades que pueden debilitar otras subespecies, debiendo corroborarse esta afirmación.

## Anatomía
Tiene el mismo tamaño que la abeja italiana, distinguiéndose por su color castaño-grisáceo generalmente oscuro, con rayas de un color castaño más ligero.
Las abejas carniolas son grandes y largas como la abeja negra de Europa occidental Apis mellifera mellifera. Su glosa o lengua es muy larga, de 6,5 a 6,7 mm, lo que le permite alcanzar néctar de flores como el trébol que otras abejas no pueden libar. Tiene muy buena producción de miel en primavera y verano, pudiendo alcanzar los mielatos de coníferas que no pueden aprovechar otras subespecies.
Presentan un pelaje muy corto. En Sudamérica, donde una serie de híbridos se naturalizó y es denominada abeja criolla, siendo principalmente su abolengo genético el de Apis mellifera mellifera, no es posible distinguirla fácilmente de A. m. carnica. Los cruces de machos de raza carnica con otras razas de Apis mellifera dan excelentes resultados. En cambio, el cruce de abejas carnica con machos negros de Apis mellifera mellifera generan abejas muy enjambradoras.

## Aspectos beneficiosos destacables
- Son mansas y poco agresivas.

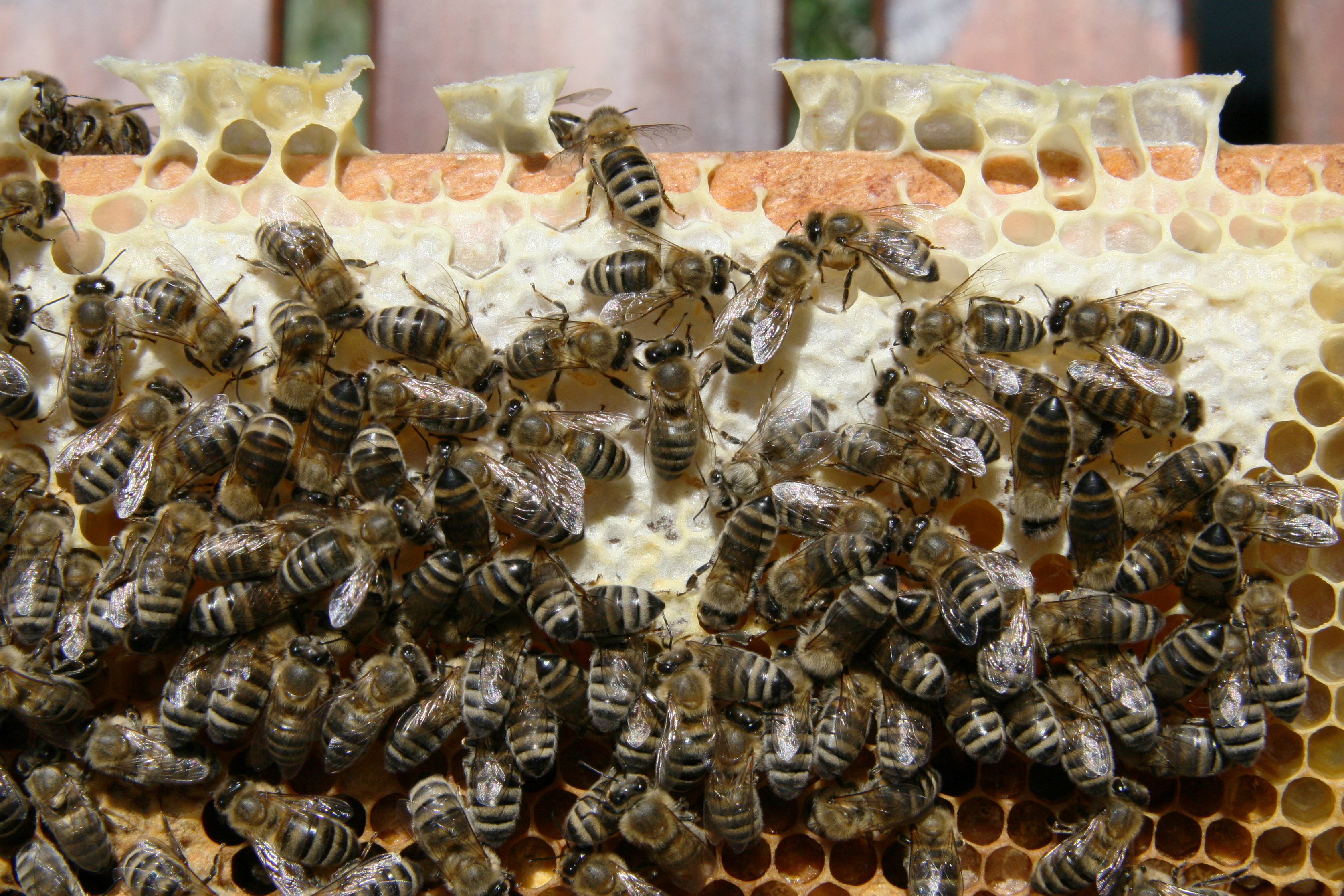
Apis mellifera carnica

- Los apiarios pueden estar próximos a áreas pobladas.
- Tienen mejor sentido de orientación que la abeja italiana.
- Hay menos deriva de obreras.
- No son pilladoras comparadas con las abejas italianas, pero pillan.
- Pasan el invierno con una colonia más reducida.
- Se adapta rápidamente a los cambios ambientales.
- Se comportan muy bien en lugares de invierno largo.
- Rápida producción de cría.
- Poco propolizadoras.
- Buena resistencia a enfermedades, especialmente a enfermedades de la cría.
- Bien adaptadas a las áreas de flujo de néctar en primavera, libando miel y mielatos.
- Buena adaptación en general a todos los climas.
- Almacena las provisiones cerca de la cría.

## Aspectos no beneficiosos destacables
- Mayor propensión a enjambrar si no hay un manejo adecuado.
- Poca producción de cera y de panales (no hay aceptación general en este punto).
- No tiene buena adaptación a veranos calientes.
- Es propensa al pillaje, cuando hay escasez de alimento.